# Мурманський міський округ
Му́рманський міськи́й о́круг (рос. Мурманский городской округ) — міський округ у складі Мурманської області, Росія. Адміністративний центр — місто Мурманськ.